# 松崎昭雄
松崎 昭雄（まつざき あきお、1933年（昭和8年）1月2日 - 2025年（令和7年）6月25日）は、日本の実業家。森永製菓社長を務めた。長女は、内閣総理大臣や衆議院議員を務めた安倍晋三の妻である安倍昭恵。

## 来歴・人物
東京生まれ。祖父は森永製菓二代目・松崎半三郎、父はのちに森永製菓相談役となる松崎一雄。
1955年、立教大学経済学部卒業、森永製菓に入社。1974年、森永ゼネラルミルズ社長。1977年、森永製菓取締役。1980年、常務。1983年、社長。1988年、レストラン森永社長を兼ねる。社長在任中にグリコ・森永事件が起こり、対応にあたる。1997年に創業家の森永剛太に社長を譲り会長、のち取締役。
この間、1995年に立教大学校友会会長に就任。
2025年6月25日午前8時、老衰のため死去。92歳没。

### 親族
妻・恵美子（1938年4月3日 - 、聖心女子学院英語専攻科卒業）は、森永製菓三代目・森永太平の次女で、剛太は太平の長男なので義兄にあたる。
子は長女・昭恵と長男・勲（森永製菓上席執行役員（新規事業開発）、元・森永商事社長）。